# Christopher Ferguson (pastor)
Christopher Mackie Ferguson (ur. 15 maja 1953) – kanadyjski duchowny ewangelicki, w maju 2014 wybrany na sekretarza generalnego Światowej Wspólnoty Kościołów Reformowanych (ŚWKR).
Jako duchowny pełnił służbę w różnych parafiach Zjednoczonego Kościoła Kanady, a także na terenie Bliskiego Wschodu i w krajach Ameryki Łacińskiej. Był również reprezentantem ŚWR przy ONZ. Na stanowisku sekretarza generalnego zastąpił ks. dr. Setri Nyomi z Ghany, który pełnił funkcję przez dwie kadencje (14 lat). 